# Retornac
Retornac (en francès Retournac) és un municipi francès situat al departament de l'Alt Loira i a la regió d'Alvèrnia-Roine-Alps. L'any 2007 tenia 2.590 habitants.

## Demografia

### Població
El 2007 la població de fet de Retournac era de 2.590 persones. Hi havia 1.124 famílies de les quals 395 eren unipersonals (161 homes vivint sols i 234 dones vivint soles), 372 parelles sense fills, 284 parelles amb fills i 73 famílies monoparentals amb fills.
La població ha evolucionat segons el següent gràfic:
Habitants censats

### Habitatges
El 2007 hi havia 1.994 habitatges, 1.140 eren l'habitatge principal de la família, 642 eren segones residències i 212 estaven desocupats. 1.566 eren cases i 402 eren apartaments. Dels 1.140 habitatges principals, 792 estaven ocupats pels seus propietaris, 328 estaven llogats i ocupats pels llogaters i 20 estaven cedits a títol gratuït; 9 tenien una cambra, 97 en tenien dues, 252 en tenien tres, 396 en tenien quatre i 387 en tenien cinc o més. 767 habitatges disposaven pel capbaix d'una plaça de pàrquing. A 544 habitatges hi havia un automòbil i a 418 n'hi havia dos o més.

### Piràmide de població
La piràmide de població per edats i sexe el 2009 era:
| Homes | Edats   | Dones |
| ----- | ------- | ----- |
| 4     | 95 o +  | 12    |
| 8     | 90 a 94 | 24    |
| 40    | 85 a 89 | 48    |
| 16    | 80 a 84 | 48    |
| 48    | 75 a 79 | 108   |
| 88    | 70 a 74 | 72    |
| 56    | 65 a 69 | 84    |
| 96    | 60 a 64 | 80    |
| 68    | 55 a 59 | 52    |
| 72    | 50 a 54 | 80    |
| 76    | 45 a 49 | 36    |
| 84    | 40 a 44 | 76    |
| 52    | 35 a 39 | 56    |
| 68    | 30 a 34 | 48    |
| 84    | 25 a 29 | 44    |
| 32    | 20 a 24 | 44    |
| 52    | 15 a 19 | 32    |
| 64    | 10 a 14 | 60    |
| 32    | 5 a 9   | 56    |
| 64    | 0 a 4   | 48    |

## Economia
El 2007 la població en edat de treballar era de 1.486 persones, 978 eren actives i 508 eren inactives. De les 978 persones actives 895 estaven ocupades (504 homes i 391 dones) i 83 estaven aturades (40 homes i 43 dones). De les 508 persones inactives 247 estaven jubilades, 108 estaven estudiant i 153 estaven classificades com a «altres inactius».

### Ingressos
El 2009 a Retournac hi havia 1.163 unitats fiscals que integraven 2.566 persones, la mediana anual d'ingressos fiscals per persona era de 15.327 €.

### Activitats econòmiques
Dels 148 establiments que hi havia el 2007, 3 eren d'empreses extractives, 7 d'empreses alimentàries, 1 d'una empresa de fabricació de material elèctric, 8 d'empreses de fabricació d'altres productes industrials, 23 d'empreses de construcció, 26 d'empreses de comerç i reparació d'automòbils, 9 d'empreses de transport, 12 d'empreses d'hostatgeria i restauració, 9 d'empreses financeres, 10 d'empreses immobiliàries, 14 d'empreses de serveis, 15 d'entitats de l'administració pública i 11 d'empreses classificades com a «altres activitats de serveis».
Dels 49 establiments de servei als particulars que hi havia el 2009, 1 era una gendarmeria, 1 oficina de correu, 2 oficines bancàries, 2 funeràries, 5 tallers de reparació d'automòbils i de material agrícola, 1 taller d'inspecció tècnica de vehicles, 1 autoescola, 1 paleta, 4 guixaires pintors, 9 fusteries, 2 lampisteries, 3 electricistes, 4 perruqueries, 2 veterinaris, 6 restaurants, 3 agències immobiliàries i 2 salons de bellesa.
Dels 11 establiments comercials que hi havia el 2009, 1 era un supermercat, 1 una botiga de més de 120 m², 1 una botiga de menys de 120 m², 3 fleques, 2 carnisseries, 1 una llibreria, 1 una botiga de material esportiu i 1 una floristeria.
L'any 2000 a Retournac hi havia 49 explotacions agrícoles que ocupaven un total de 1.196 hectàrees.

## Equipaments sanitaris i escolars
El 2009 hi havia 1 farmàcia i 2 ambulàncies.
El 2009 hi havia 4 escoles elementals. Retournac disposava d'un col·legi d'educació secundària amb 312 alumnes.

## Poblacions més properes
El següent diagrama mostra les poblacions més properes.